# You Never Can Tell
You Never Can Tell är en sång komponerad och ursprungligen inspelad av Chuck Berry 1964, där den gavs ut på albumet St. Louis to Liverpool. Sången släpptes också som singel på Chess Records, och nådde fjortonde plats på Billboard Hot 100. 
Texten skildrar bröllopet mellan ett ungt par och händelserna efteråt, som att bo i en möblerad lägenhet, köpa familjebil och resa på bröllopsresa till New Orleans. Refrängen repeteras fem gånger: «'C'est la vie', say the old folks, it goes to show you never can tell».

## Pulp Fiction
Sången blev för ett tag åter populär efter att ha medverkat i Quentin Tarantino-filmen Pulp Fiction 1994. Musiken spelades under danstävlingen där John Travolta och Uma Thurman deltog.

## Coverversioner
Sången har spelats in av en lång rad artister, som Status Quo, Roch Voisine, Emmylou Harris, Bob Seger, Chely Wright , John Prine, New Riders of the Purple Sage, Bruce Springsteen, Wizex (på albumet Carousel 1978), 
Larz-Kristerz (på albumet Stuffparty 3), Vikingarna (på albumet Kramgoa låtar 8), Jenny Saléns, de senaste med text på svenska med titeln "Vi får hoppas att allting går bra" samt Rolandz också med en svensk version titulerad "Så valde hon Kjell".
Låten framfördes även av Team Stefan i Körslaget 2009.

## Listplaceringar
| Lista (1964)   | Position          |
| -------------- | ----------------- |
| Frankrike      | 18                |
| Kanada         | 11                |
| Nederländerna  | 9                 |
| Storbritannien | 23                |
| Sverige        | 20 (Kvällstoppen) |
| USA            | 14                |